# ديساينودونت
الديساينودونتيات (Dicynodontia) هي أصنوفة من أنومودونتيات الثيرابسيديات أو السينابسيد من بدايات البرمي الأوسط، والتي كانت هي الحيوانات المهيمنة في البرمي المتأخر واستمرت طوال الترياسي، مع عدد قليل ربما بقى حتى الطباشيري المبكر، كانت الديساينودونتيات حيوانات عاشبة مع اثنين من الأنياب، ومن هناك أخذت اسمها الذي يعني (اثنين من أسنان الكلب)، كانت الأكثر نجاحًا وتنوعًا من الثيرابسيديات غير الثديية مع أكثر من 70 جنس معروف، وتفاوتت أحجامها من حجم الفأر إلى حجم الثور.

## وصلات خارجية
- Therapsida : Neotherapsida : Dicynodontia - Palaeos